# Anton Urspruch

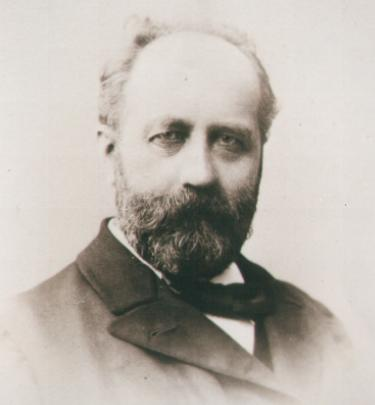
Anton Urspruch, Aufnahme von 1895

Anton Urspruch (* 17. Februar 1850 in Frankfurt am Main; † 11. Januar 1907 ebenda) war ein deutscher Komponist und ein Vertreter der deutschen Spätromantik in Frankfurt.

## Leben
Anton Urspruch wurde als Sohn des Juristen und Schriftstellers Carl Theodor Urspruch und dessen Frau Anna Elisabeth, geb. Sänger geboren.
Er erhielt eine Gymnasialausbildung und zeigte sehr früh Begabung für Musik und Malerei, wandte sich jedoch bald ausschließlich der Musik zu.
Seine musikalische Ausbildung in Frankfurt übernahmen Martin Wallenstein, Ignaz Lachner und Joachim Raff.
Im Jahr 1871 kam Anton 21-jährig nach Weimar zu Franz Liszt, was seine Laufbahn entscheidend beeinflusste. Er wurde einer der Lieblingsschüler Liszts.
Die nächsten Jahre baute sich Urspruchs Position als Lehrer auf. Er wurde 1878 an das ein Jahr zuvor gegründete Hoch’sche Konservatorium als Lehrer für Klavier und Komposition neben Clara Schumann berufen. Das Hoch’sche Konservatorium, dessen Direktor Joachim Raff war, hatte berühmte Lehrer und zog Schüler aus aller Welt an.
Ende der 1870er Jahre knüpfte sich das Band zum Musikverleger Alwin August Cranz in Hamburg. Im Jahr 1880 weilte die Gattin von Cranz mit Tochter Emmy zur Erholung in Bad Nauheim,  und Anton Urspruch kam aus dem nahen Frankfurt, um seine Aufwartung zu machen.
Im März 1881 wurden Emmy Cranz und Anton Urspruch in Wandsbek getraut. Seiner Braut widmete er seine Symphonie op. 14 in Es-Dur, deren Uraufführung in Wiesbaden im September 1891 stattfand.
Der Ehe entstammen vier Töchter.
Nach dem Tode Raffs im Jahr 1882 übernahm Bernhard Scholz die Direktion des Hoch’schen Konservatoriums. Die besten Lehrer, unter ihnen Anton Urspruch, verließen das Konservatorium und gründeten das Raff-Konservatorium, an dem Urspruch bis zu seinem Tode lehrte.
Im März 1906 erfüllte Urspruch sich den lange gehegten Wunsch einer Italienreise mit seiner Familie.
Hier genoss er die Begegnung mit bedeutenden Musikern wie Sgambati, Dom Pothier, Dom Janssens und P. de Santi Perosi. Kardinal Resphighi hatte Papst Pius X. eine italienische Übersetzung von Urspruchs Schrift über den Choral vorgelegt. So gewährte der Papst ihm als Autorität eine lange Audienz, in der eine Stunde lang über Reformen und Ausführung des Chorals gesprochen wurde. Seine Bedeutung als deutscher Komponist wurde anerkannt dadurch, dass er vorgeschlagen wurde zum Mitglied der römischen Arkadier, eine Ehrung, die auch Mozart und Goethe erfahren hatten. Jedoch trübten Herzanfälle den Verlauf des Jahres.
Trotzdem unternahm er alle Anstrengungen, um seine dritte Oper Die heilige Cäcilia noch zu vollenden. Aber nur der erste Akt ist aufführungsreif instrumentiert, die beiden anderen liegen im Klavierauszug vor. Mit Ulrich Leykam fand sich ein Musiker, der sich der Aufgabe gewidmet hat, Die heilige Cäcilia anhand des verfügbaren Materials zu komplettieren. Nun liegt eine vollständige Partitur sowie Notenmaterial für Chöre und Orchester vor, die eine Aufführung der gesamten Oper möglich macht. Ausschnitte dieser Fassung wurden der Öffentlichkeit am 21. November 2018 präsentiert. Im November 2021 wurde die Fassung in der Gebläsehalle in Hattingen vollständig uraufgeführt.
Ende 1906 suchte ihn der Berliner Chordirigent und Freund Siegfried Ochs in Frankfurt auf, und Urspruch – kaum erholt vom letzten Herzinfarkt – besprach auf einem langen Spaziergang mit dem Freund eine Aufführung dieses Teils als Oratorium.
Dazu kam es jedoch nicht mehr. Anton Urspruch erlag am 11. Januar 1907 einem erneuten Herzinfarkt.
Zu seinen Lebzeiten war Urspruch ein international hoch geschätzter deutscher Vertreter der Spätromantik. Nach seinem frühen Tod geriet er schnell in Vergessenheit.
Urspruch, dessen Vorfahren väterlicherseits protestantisch und mütterlicherseits jüdisch waren (die Mutter wurde 1845 christlich getauft), war Mitglied der fast ausschließlich von jüdischen Bürgern besuchten Freimaurerloge „Zum Frankfurter Adler“.
Veronica Kircher war seine Enkelin, die 2009 Mitinitiatorin der Anton-Urspruch-Gesellschaft e. V. war.

## Werk
Neben der Lehrtätigkeit entstand ein breit angelegtes kompositorisches Werk für Klavier, Solo- und Chorgesang, Kammermusik bis hin zu großen Orchesterwerken und zwei Opern. Vieles davon wurde erfolgreich aufgeführt, u. a. in Berlin, Hamburg, Köln, Leipzig und Frankfurt. In seinen letzten Lebensjahren war Urspruch maßgeblich an der Wiederbelebung des gregorianischen Chorals beteiligt (u. a. Kontakte zum Benedektinerkloster Beuron und zum Kloster Maria Laach).